# Timkat

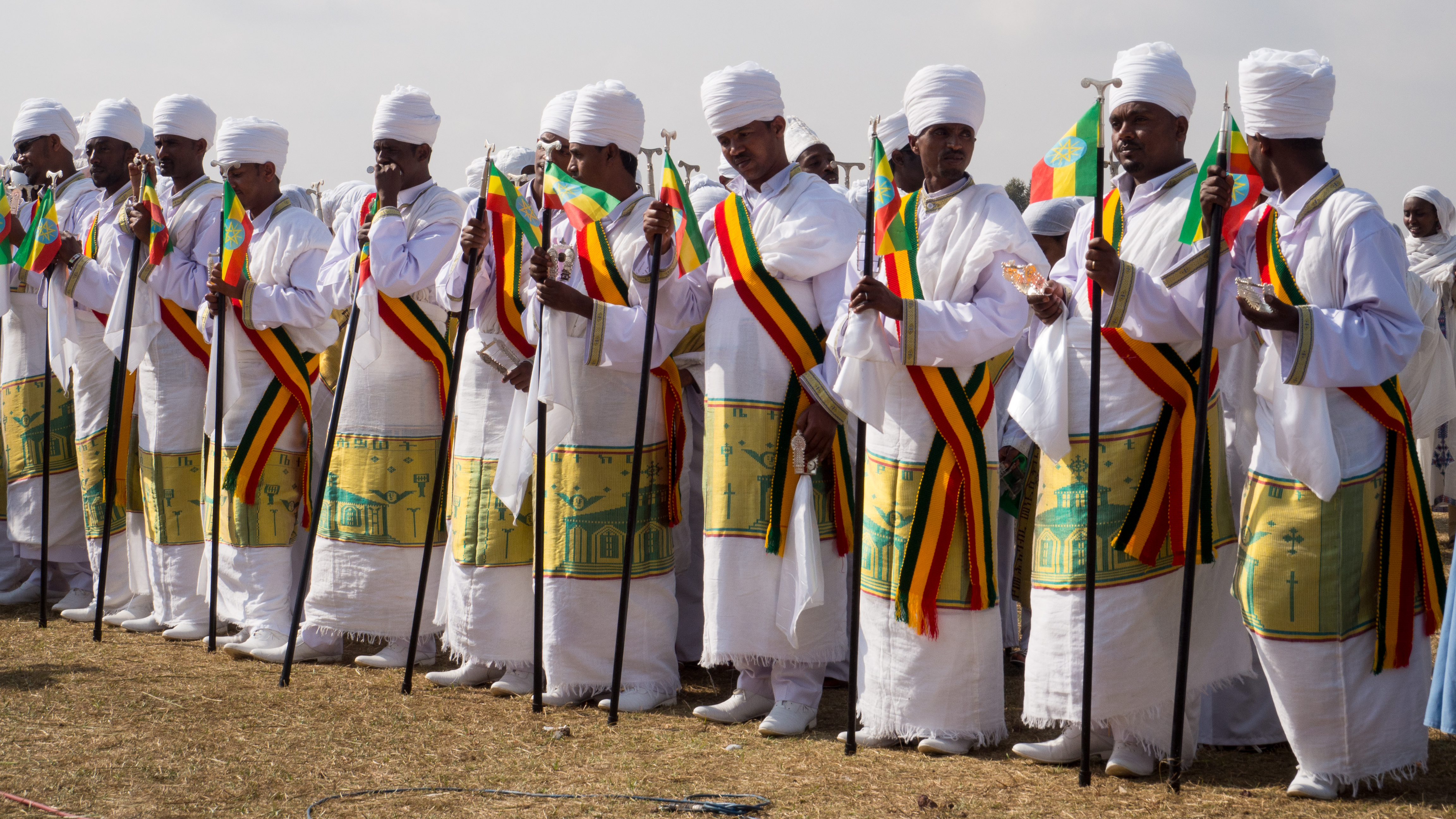
Kněží během timkatu

Timkat je náboženský svátek etiopských a eritrejských pravoslavných křesťanů oslavující epifanii.
Samotný termín timkat znamená v ahmarštině doslova křest. Svátek připomíná Ježíšův křest v Jordánu, královnu ze Sáby a obvykle je svátkem novokněží v pravoslavné etiopské tradici.
Ústřední relikvií je Archa úmluvy, zlacená dřevěná truhla ukrývající dvě desky Desatera, nazývané tabot.
Samotný průběh svátku je poměrně komplikovaný, zahrnuje náboženské průvody se zpěvy, tanci a recitací biblických textů. Oslavy trvají několik dní a věřící na pouti přespávají ve stanech.